# Alfons Spiller
Alfons Spiller (3 października 1894 w Wilkowie, zm. 18 sierpnia 1978) – polski lekarz, chirurg, polityk, burmistrz Mysłowic od 30 stycznia do 15 lutego 1945.

## Życiorys
Urodził się w Wilkowie w powiecie prudnickim na Górnym Śląsku, w rodzinie rolniczej. Szkołę powszechną ukończył w rodzinnej miejscowości, a następnie podjął naukę w gimnazjum w Prudniku (późniejsze I Liceum Ogólnokształcące). Egzamin maturalny zdał kilka tygodni przed wybuchem I wojny światowej. Został wcielony do armii pruskiej.
Po zakończeniu wojny, w 1919 rozpoczął studia na Wydziale Medycyny Śląskiego Uniwersytetu Fryderyka Wilhelma we Wrocławiu. W końcowym okresie studiów angażował się w akcję plebiscytową. W 1922 uzyskał tytuł doktora medycyny. W tym samym roku, jeszcze przed przejęciem wschodniego Górnego Śląska przez władze polskie, zamieszkał w Mysłowicach. Do 1929 praktykował w Szpitalu Brackim. W 1923 nostryfikował niemiecki dyplom doktora medycyny na Uniwersytecie Jagiellońskim. W 1929 zwyciężył w rozpisanym konkursie na kierownika Szpitala Gminnego w Szopienicach. W 1931 powołano go na stanowisko szefa oddziału w Szpitalu Miejskim. W 1937 otrzymał nominację na dyrektora Szpitala Miejskiego. Angażował się w prace społeczno-polityczne, jako członek Narodowej Partii Robotniczej.
W obliczu wybuchu II wojny światowej w 1939 został powołany do Wojska Polskiego. Przed zakończeniem kampanii wrześniowej został wzięty do niewoli przez Niemców, jednak już w październiku wrócił do pracy w Szpitalu Miejskim. Z uwagi na jego propolską postawę i działalność w czasie plebiscytu na Górnym Śląsku, na początku 1940 Spiller został umieszczony w obozie koncentracyjnym. W związku z brakiem lekarzy w mieście, mysłowickie nazistowskie władze administracyjne i partyjne, za pośrednictwem Wojewódzkiej Izby Lekarskiej podjęły starania o uwolnienie Spillera. Dzięki temu, po kilku miesiącach wrócił do Mysłowic i praktykował jako szeregowy lekarz w Szpitalu Miejskim aż do wkroczenia Armii Czerwonej do miasta 27 stycznia 1945.
Kiedy po dwudniowej kadencji pozbawiono urzędu burmistrza miasta Augustyna Muszałę, wojskowemu pełnomocnikowi grupy operacyjnej na stanowisko burmistrza zaproponowano Spillera. Pełnomocnik zainteresowany był jego przynależnością partyjną. Jedna z osób obecnych z nim na sali powiedziała, że Spiller należy do NPR, jednak pełnomocnik usłyszał PPR (Polska Partia Robotnicza) i powołał Spillera na stanowisko burmistrza. Spiller był burmistrzem od 30 stycznia do 15 lutego 1945. Został usunięty ze stanowiska przez władze komunistyczne po wyjaśnieniu nieporozumienia w jego przynależności politycznej.
Od 19 lutego 1945 Spiller ponownie pracował w Szpitalu Miejskim, w którym sprawował funkcję lekarza i dyrektora. W czerwcu 1951 został zwolniony z powodu działalności międzywojennej. Do 1962, zatrudniony przez Dyrekcję Okręgową Kolei Państwowych w Katowicach, pracował w charakterze lekarza rejonowego dla kolejarzy w Mysłowicach. Dwukrotnie żonaty, miał dwie córki i syna Zbigniewa – lekarza weterynarii, zmarłego w wieku 28 lat w wypadku motocyklowym. Alfons Spiller zmarł 18 sierpnia 1978, wraz z drugą żoną pochowany na starym cmentarzu.